# Pliešovce
Pliešovce é um município da Eslováquia, situado no distrito de Zvolen, na região de Banská Bystrica. Tem 56,28 km² de área e sua população em 2018 foi estimada em 2.336 habitantes.

## Demografia
| Ano:        | 1994 | 2004   | 2014   | 2024   |
| ----------- | ---- | ------ | ------ | ------ |
| Broj ljudi: | 2259 | 2203   | 2279   | 2262   |
| Razlika:    |      | -2,47% | +3,44% | -0,74% |

| Ano:               | 2023 | 2024   |
| ------------------ | ---- | ------ |
| Número de pessoas: | 2265 | 2262   |
| Diferença:         |      | -0,13% |